# José Ortega Zapata
José Ortega y Zapata (Valladolid, 1825-Málaga, 1904) fue un jurista, crítico musical, funcionario y periodista español, padre de José Ortega Munilla y abuelo de José Ortega y Gasset.

## Biografía
Nació el 7 de agosto de 1825 en Valladolid. Abogado y periodista, desempeñó algunas fiscalías y juzgados, secretarías de Gobierno civil y otros cargos administrativos. Fue redactor entre otros de los periódicos madrileños El Reino (1864), La Libertad (1866), El León Español (1867), El Puente de Alcolea (1868-1870), El Tiempo (1871) y El Eco del Progreso (1872), habiendo ejercido en varios de ellos la crítica musical. Padre de José Ortega Munilla, falleció el 6 de agosto de 1904 en Málaga.
 Descrito por Juan Pérez de Guzmán como «de carácter vehemente, muy apasionado y por todo extremo batallador», fue autor de títulos como  Un viaje á Cuba, Reformas de la Administración colonial en 1856 y Solaces de un vallisoletano setentón.